# Могучий, Валерий Владимирович
Валерий Владимирович Могучий (бел. Валерый Уладзіміравіч Магучы, классич. бел. Валеры Уладзімеравіч Магучы; род. 18 апреля 1959 года, Ковердяки, БССР, СССР) — белорусский скульптор, автор произведений в монументальной, станковой и парковой скульптуре, медальерном искусстве, член Белорусского Союза художников. Участник персональных и групповых выставок. Работы находятся в музеях и частных собраниях в Беларуси и за рубежом. Автор более чем 20-ти памятников, бюстов и мемориальных досок в городе Витебске. Автор гран-при Международного фестиваля искусств «Славянский базар в Витебске». Работает в различных жанрах: монументально-декоративной, станковой, медальерной пластике, в жанре портрета, используя возможности материала: бронзы, дерева, силумина, бетона, мрамора. Пластический диапазон работ — от классического академизма до авторского видения формы.

## Биография
Окончил факультет скульптуры Белорусской государственной академии искусств (1988). Учился у Анатолия Артимовича, Анатолия Аникейчика и Геннадия Муромцева.
С 1984 года —  участник выставок в Минске, Санкт-Петербурге, Германии.
Жил в Витебске. С 2018 года живёт в городе Бетлехем, штат Нью-Гемпшир, США.
Работает в монументальной и станковой скульптуре и парковой скульптуре. Основные произведения:

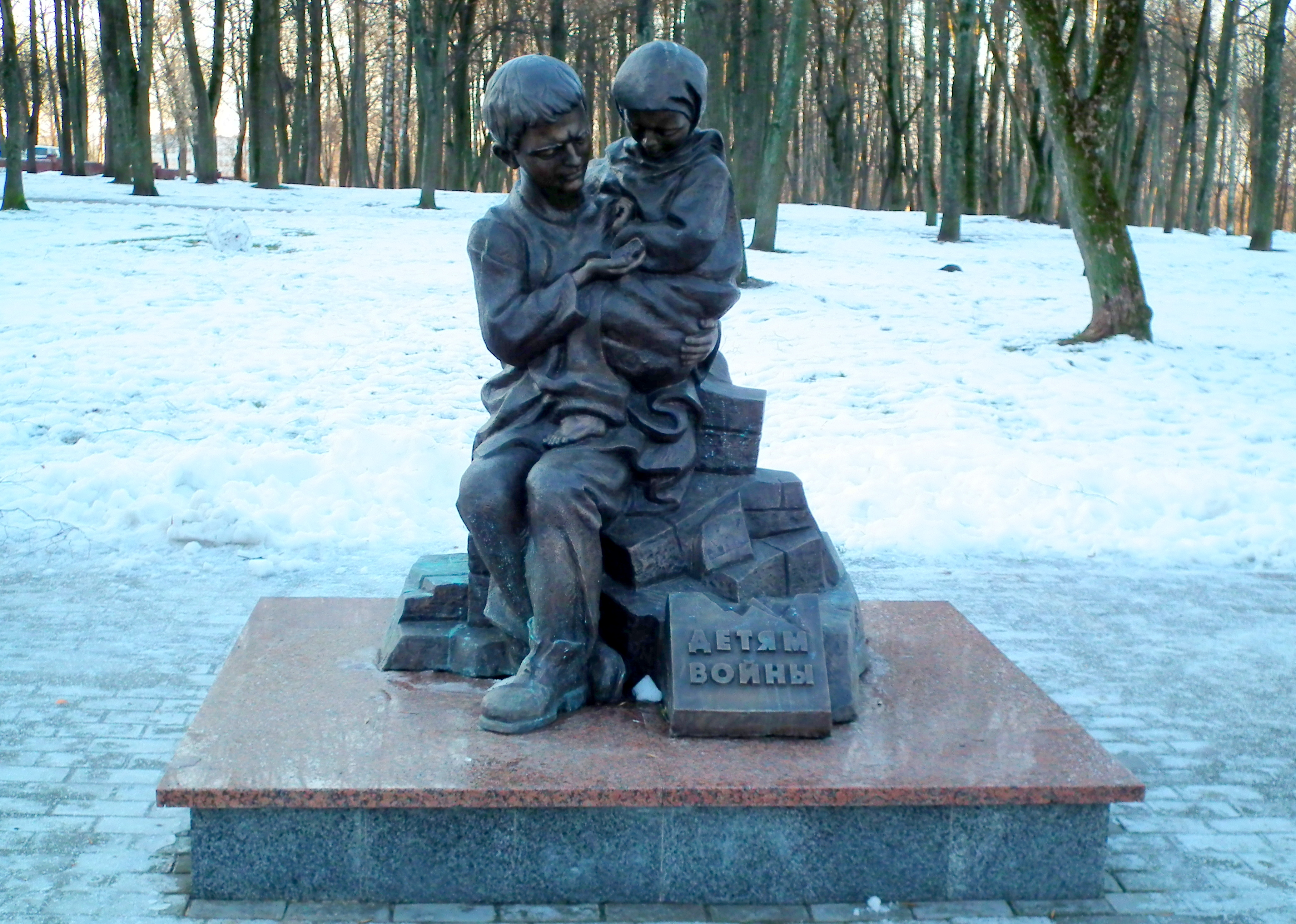
Памятник детям войны в Витебске

### Памятники
- Памятник белорусской поэтессе Евдокии Лось, 1991-1996 года, перед зданием областной библиотеки на улице Ленина
- Композиция "Скрипка Шагала" 1997 год, во дворе Дома-музея Шагала на Покровской улице
- Памятник Марку Шагалу «Скрипка Шагала», 1997 год, во дворе Дома-музея Шагала на Покровской улице
- Герб города Витебска «Иисус Спаситель», 1997 год, висел на Ратуше в 1997–2000 годах
- Композиция «Гармония» (1990)
- Композиция «Посвящение учителю» (2000–2002)
- Рельеф «Древний Витебск» (1997)
- Бюст изобретателю электрического трамвая Ф. Пироцкого на 5-й улице Фрунзе (1998)
- Памятник музыковеду И. И. Солертинскому, 2003 год, перед зданием музыкального колледжа имени И. И. Соллертинского по улице Советской
- «Детям войны» (памятный знак, 2011 год) в Парке Партизанской славы

### Мемориальные доски
- Николаю Яковлевичу Никифоровскому, 1996 год на здании бывшей гимназии Неруша, улица Толстого 4,
- Заиру Азгуру, 1997 год, Здание Витебского художественного техникума Улица Суворова, 3
- Василю Быкову, 2008 год, Здание Витебского художественного техникума Улица Суворова, 3
- А. П. Овечкину, 2009 год, Улица Ленина, 1а
- УНОВИС, 1999 год, Здание Витебского Народного художественного училища Улица Марка Шагала, 5
- 1-й гор. электростанции, 2005 год, проспект Фрунзе, 13

### Медали
- Николай Рерих, 1989 год, силумин
- Сергей Полуян, 1990 год, силумин
- Анри Матис, 1990 год, силумин
- Якуб Колас, 1992 год, бронза
- Янка Купала, 1992 год, бронза
- Максим Богданович, 1992 год, силумин
- Илья Репин, 1994 год, силумин
- Дмитрий Шостакович, 2006 год, силумин

Среди других произведений – станковые композиции «Аллегория огня» (2000), «Двое» (2006), призы, Гран-при международного фестиваля искусств «Славянский базар в Витебске» (2002).

## Персональные выставки
- 1994 — «Скульптура медали», Витебск
- 1998 — «Выставка Могучих», Витебск
- 2000 — «Skulpturen», Marklohe, Германия
- 2003 «метафизика формы», Санкт-Петербург
- 2007 — «к 120-летию со дня рождения Марка Шагала», Витебск
- 2009 — «от реализма до модернизма», Витебск